# 1393
1393 је била проста година.

## Догађаји
- 28. јануар – Четири члана двора Шарла VI од Француске су погинули у пожару на маскенбалу.
- 23. март – Бохемски свештеник Јован Непомук убијен је у Прагу тако што је бачен са Карловог моста у реку Влтаву, по налогу краља Вацлава IV од Бохемије. Јован Непомук ће касније бити проглашен за свеца.
- 29. март – У централној Персији, Музафаридско царство, предвођено шахом Мансуром, побунило се против својих тимуридских окупатора. Побуна је угушена, а шах је погубљен заједно са целим музафаридским племством, чиме је окончана династија Музафарид у Персији.

### Датум непознат
- Гиорги VII од Грузије наслеђује свог оца, Баграта V, као краљ Грузије.
- Абдул Азиз II постаје султан династије Маринид у данашњем Мароку, након смрти султана Абу ел-Абаса.
- Рајмондо дел Балзо Орсини наслеђује Ота, војводу од Брауншвика-Грубенхагена, као принц Таранта (сада југоисточна Италија).
- Самсенетај наслеђује свог оца, Фа Нгума, као краља Лан Ксанга (сада Лаос).
- Краљ Џејмс I од Кипра наслеђује титулу краља Јерменије, након смрти свог далеког рођака Лава VI (иако су мамелучки освајачи из Египта остали прави владари).
- Кинески запис из династије Минг наводи да је 720.000 листова тоалет папира (димензија два са три стопе) произведено само за разне чланове царског двора у Пекингу, док Царски биро за снабдевање такође извештава да је 15.000 листова тоалет папира само намењено краљевској породици (направљено од фине меке жуте тканине и парфимисано).
- Српски народ у Босни се опире инвазији Османског царства.
- Турци Османлије заузимају Турновград (сада Велико Трново), главни град источне Бугарске. Цару Јовану Шишману је дозвољено да остане марионетски владар источне Бугарске.
- Упркос споразуму са краљем Пољске, Роман I од Молдавије подржава Фјодора Коријатовича против краља. Губећи битку, изгубиће и престо Молдавије следеће године.
- Сикандер Шах I наслеђује Мухамеда Шаха III као султана Делхија. Два месеца касније Сикандер Шаха I наслеђује Махмуд II.
- Абу Табид II наслеђује Абу Ташуфина II као владара династије Абдалвадид у данашњем источном Алжиру. Абу Табида исте године наслеђује његов брат, Абул Хаџах I.
- Краљ Стефан Дабиша Котроманић од Босне потписује Ђаковички уговор, успостављајући мир са краљем Жигмундом од Угарске.
- Византија губи Тесалију у корист растућег Османског царства.
- У свом циљу да формира Калмарску унију, краљица Маргарета I од Данске опседа Стокхолм, којим управљају трупе лојалне бившем шведском краљу Алберту од Мекленбурга.

## Смрти
- Елизабета Померанијска

- Јован из Непомука

- Манојло Анђел Филантропен